# Уорик-Эванс, Чарльз
Чарльз Уорик-Эванс (англ. Charles Warwick-Evans; 26 апреля 1885 года — 1974) — британский виолончелист.
Окончил Королевский колледж музыки (ученик Уильяма Уайтхауса), после чего занимал пост концертмейстера виолончелей в оркестре Куинс-холла и в оркестре оперной компании Томаса Бичема. Руководивший первым из оркестров Генри Вуд вспоминал об Уорике-Эвансе как об обладателе «восхитительного звука», «единственном виолончелисте, который когда-либо был способен разобраться с абсурдно оркестрованными Симфоническими вариациями Боэльмана».
В 1908 г. оставил работу в оркестре ради карьеры ансамблиста и выступил инициатором создания Лондонского струнного квартета, бессменным виолончелистом которого был на всём протяжении деятельности коллектива вплоть до его роспуска в 1934 году. В составе квартета начиная с 1917 года принял участие в ряде наиболее ранних записей камерных ансамблей Бетховена, Гайдна, Моцарта, Шуберта и др., гастролировал во Франции, Испании, Португалии, Германии, скандинавских странах, США и Канаде. По мнению Уильяма Примроуза, также игравшего в квартете в последние годы его существования,

Строго говоря, Эванс не был высокообразованным музыкантом, в музыковедческом смысле слова, но он был исключительно практичен. Из многого, что я позднее слышал от Тосканини в бытность мою в оркестре NBC, мало чего я не узнал прежде от Уорика-Эванса. Он инстинктивно знал, как всё должно идти, как звучать, как должно быть подано слушателю.

4 марта 1916 года в Лондоне впервые исполнил Сонату для виолончели и фортепиано Клода Дебюсси (с пианисткой Этель Хобдей). Временами также преподавал (среди его учеников, в частности, Флоренс Хутон).
После произошедшего по финансовым причинам роспуска Лондонского квартета Уорик-Эванс работал преимущественно в США, в том числе выступал в 1940—1941 гг. в составе квартета Pro Arte. В 1941 г. принял участие в лос-анджелесских концертах прежнего Лондонского квартета.